# Языково (Ульяновская область)
Языково — посёлок городского типа в Карсунском районе Ульяновской области России, административный центр Языковского городского поселения.

## География
Посёлок расположен на реке Урень (бассейн Суры) в 70 км к западу от Ульяновска, в 28 км к северо-востоку от районного центра Карсун.
Вдоль южной окраины посёлка проходит автодорога Р178 Саранск — Ульяновск. Железнодорожное сообщение с посёлком осуществляется через станцию Чуфарово (линия Рузаевка — Ульяновск), которая расположена в 34 км южнее.

## История
Языково было основано в 1670 году командиром стрелецкого полка боярским сыном В. А. Языковым, которому был пожалован поместьем в 90 десятин «порожней» земли по реке Урень к северу от Московской большой дороги (Московского тракта). Он переселил сюда семьи своих крепостных крестьян состоявшая из 28 крепостных крестьянских семей из деревни Елхи  Владимирского уезда.
В Восстании Разина 1670 – 1671 гг. участвовали и жители деревни.
В 1770 году была построена деревянная церковь во имя Богородицы, и село стало называться «Языково, Богородское тож». Одновременно в барском имении был заложен парк в модном тогда «регулярном» стиле.
Жители села участвовали в Крестьянской войне (1773—1775) под предводительством Е. И. Пугачёва. Когда один из повстанческих отрядов занял село, местные крестьяне разгромили дворянскую усадьбу, а самого владельца имения В. Языкова, отличавшегося жестокостью к крестьянам, заживо сожгли.
В 1780 году при создании Симбирского наместничества было два села: Языково и Языковка, которые вошли в Тагайский уезд.
В 1796 году село Языково вошло в состав Симбирского уезда Симбирской губернии.
В 1810 году в парке помещиками Языковыми была построена кирпичная церковь в честь Владимирской иконы Божьей Матери с двумя приделами — в одном во имя Святителя и Чудотворца Николая и в другом — во имя преподобного Сергия Радонежского, вырыты пруды, построена цветочная оранжерея.
С началом Отечественной войны 1812 года в состав Симбирского ополчения вступило 39 крестьян села, а также помещик М. П. Языков, ставший командиром роты. Эта рота особо отличилась в боях.
В 1827 году в имении возводится новый двухэтажный дом.
В 1853 году отставным артиллерийским подпоручиком Василием Петровичем Языковым была запущена суконная мануфактура.
В 1859 году село входило во 2-й стан Симбирского уезда, в нём было: одна православная церковь, одна суконная фабрика и заводы: конный и кирпичный.
В 1861 году село Языково стало центром Языковской волости.   
В 1869 году открылась первая школа.  
В 1877-1882 годах симбирский купец Фёдор Степанович Степанов купил у Василия Петровича Языкова суконную фабрику, а затем и всё имение вместе с усадьбой Языковых.   
В 1897 году в селе Языково в 175 дворах жило 1188 человек, была церковь и школа, а при селе, в суконной фабрике Ф. С. Степанова, в 20 дворах жило 384 человека, имелась больница.  
В 1898 году Фёдор Степанович передал фабрику в управление своему младшему сыну Михаилу Фёдоровичу, который сразу же взялся за дело. Вместо сгоревшего в 1892 году главного корпуса фабрики выстроил новое здание, закупил оборудование, увеличил число рабочих с 350 до 500. В 1898 году он организовал церковный хор из рабочих собственной фабрики, открыл музыкальное училище, из числа молодых рабочих фабрики создал коллектив духового оркестра (руководитель М. Е. Зельдин (отец В. М. Зельдина)). 
1 февраля 1899 года сюда из села Уренско-Карлинского была переведена почтово-телеграфная станция.  
В 1901 году в его языковской усадьбе открылось вместительное здание театра на 800 человек.
В 1903 году Степанов открыл при фабрике школу для детей рабочих, обеспечив ее всевозможными учебными пособиями; открыл при фабрике больницу на 12 коек с родильным приютом. Были выстроены квартиры и отдельные дома для служащих. В 1901-1905 годах на свои средства фабрикант обновил сельскую Владимирскую церковь, построенную еще Языковыми.  
Овдовев, Михаил Фёдорович в 1905 году вступил в новый брак с Натальей Осиповной Шевченко (1879-1963), певицей из московской оперетты Шарля Омона.  
В период Революции 1905—1907 годов суконная фабрика стала одним из очагов забастовочного движения в Симбирской губернии. 
В 1913 году село в Языково-Теньковской волости, в котором было 216 дворов и жило 1148 человек. Имелась: церковь, почтово-телеграф. отд., суконная фабрика М. Ф. Степанова. На 1913 год при селе Языково был: посёлок Ново-Михайловский, в котором в 74 дворах жило 428 человек; Посёлок фабрики М. Ф. Степанова, в котором в 50 дворах жило 705 человек, в котором было почт.-телеграф. отд., приёмный покой, суконная фабрика; Усадьба М. Ф. Степанова, в которой был 1 двор и жило 90 человек, имелся конный завод; Ново-Пастырский хутор, в котором в 60 дворах жило 306 человек.
Во время Первой мировой войны Языковская фабрика работала исключительно для армии, выпуская в год 1800 тыс. аршин серого шинельного и 400 тыс. аршин башлычного сукна. В декабре 1914 года фабрика в Языково полностью сгорела. Скупив у разных фабрикантов старое оборудование, Михаил Фёдорович разместил его в своих ремонтных мастерских и продолжал выпускать сукно для нужд армии, поскольку шла война.
В период Первой мировой войны в южной части парка появился так называемый «австрийский пруд», выкопанный пленными австрийцами.
Советская власть в Языково установилась мирно. В бывшем доме Языковых открыли детский дом, а Языковскую фабрику в 1918 году национализировали. 
В 1919 году образовался совхоз «Языковский». 
В 1919 году коллегия по делам музеев и охране памятников через своего представителя С. Шелкового передала дом под охрану местного совхоза. 
В 1922 году случился пожар, сгорел дом Языковых. 
В 1923 году фабрике было присвоено имя М. И. Калинина. 
В конце 1920-х годов в селе был образован колхоз им И. В. Сталина, объединивший 161 крестьянское хозяйство, первым председателем избрали Н. И. Конова. Вскоре в селе появились детский сад и ясли. 
В начале 1930-х годов колхоз им И. В. Сталина был упразднён, а его земли были переданы совхозу «Языковский».
В 1936—1937 гг. в селе строятся детский сад, школа, клуб, больница. 
В 1937 году селу присвоен статус рабочего поселка.
В октябре 1941 года Швейная фабрика им. Тинякова перебазирована из г. Харькова в посёлок Языково Тагайского района Куйбышевской (с 1943 г. – Ульяновской) области. Постановлением СНХ Ульяновского экономического административного района от 26 июня 1959 года № 60 и приказом Управления легкой промышленности Ульяновского совнархоза от 7 июля 1959 года № 196 швейная фабрика им. Тинякова объединена с суконной фабрикой им. Калинина и стала называться текстильно-швейный комбинат им.Калинина.
В годы Великой Отечественной войны на фронт ушли 1012 человек, 537 языковцев домой с войны не вернулись. В 1970 году в память о них в посёлке был установлен обелиск.
С 1963 по 1965 гг. входил в Инзенский промышленный район.   
С 16 мая 1968 года парк находится под государственной охраной по решению Ульяновского облисполкома.   
В 1970 году при доме культуры открылась музыкальная школа.     
В 1972 году открыт музей «История села Языково. Братья Языковы»; позже в профсоюзной библиотеке текстильного комбината имени М. И. Калинина открылась «Пушкинская комната».   
В 1974 году была построена поликлиника на 250 посещений в день.   
5 апреля 1986 года, по вопросу сохранения, реставрации и развития пластовских и языковских мест, здесь был министр культуры РСФСР Ю. С. Мелентьев, первый секретарь обкома КПСС Г. В. Колбин, председатель облисполкома А. М. Большов, ответственные работники Министерства культуры РСФСР, реставраторы, заслуженный художник РСФСР Н. А. Пластов (сын А. А. Пластова).    
В 1993 году в Языково был открыт филиал Ульяновского областного краеведческого музея  имени И.А. Гончарова — музей «История села Языково». 
В 1998 году в посёлке построена  трёхэтажная  средняя школа на 900 учащихся. В июне 1999 года в Языково проведён газ. 
В 2003 году к 200-летию со дня рождения Николая Языкова был восстановлен некрополь предков поэта, собраны и установлены на прежнее место надгробные плиты. Были отремонтированы фонтан и подпорная стенка, обозначен кирпичной кладкой периметр дома, отремонтирован один из сохранившихся подвалов, расчищены пруды и укреплены лозой, как в старину, их берега, оборудован причал для лодок. В реконструированном деревянном здании, построенном в 1935 году, действует мемориальный комплекс «Усадьба Языковых», как филиал областного краеведческого музея. 
С 2005 года — административный центр Языковского городского поселения.

## Население
| 1970  | 1979  | 1989  | 2002  | 2009  | 2010  | 2012  |
| ----- | ----- | ----- | ----- | ----- | ----- | ----- |
| 7063  | ↘5932 | ↘5436 | ↘4961 | ↘4283 | ↘4217 | ↘4127 |
| 2013  | 2014  | 2015  | 2016  | 2017  | 2018  | 2019  |
| ↘4007 | ↘3865 | ↘3802 | ↘3733 | ↘3663 | ↘3584 | ↘3518 |
| 2020  | 2021  |       |       |       |       |       |
| ↘3480 | ↘3276 |       |       |       |       |       |

## Известные люди
- Герасимов, Николай Семёнович — Герой Советского Союза, работал ткачом на фабрике.
- Михайлов, Фёдор Михайлович — Герой Советского Союза, работал врачом больницы.
- Диодор (Исаев) — епископ Мелекесский Русской Православной церкви.
- Демидов, Пётр Куприянович — советский военачальник, генерал-полковник авиации.
- Антонов, Сергей Николаевич (военный) — деятель советских спецслужб, генерал-лейтенант.
- Большов, Александр Михайлович — советский и российский партийный и государственный деятель, председатель Ульяновского облисполкома (1982—1987), почётный гражданин Ульяновской области. С 1953 по 1955 год был главный агроном и директором совхоза «Языковский».

## Достопримечательности
- Имение Языково с музейной экспозицией, посвящённой истории усадьбы и посёлка.
- Музей суконной фабрики.
- С 1968 года в Языковском парке (памятник природы Ульяновской области[36]) и на месте усадьбы Языкова, в день рождения А. С. Пушкина, проходят ежегодные праздники поэзии[37].
- В 1970 году в память о погибших в ВОВ в посёлке был установлен обелиск.
- Севернее Языкова находится земляной вал бывшей Симбирской засечной черты, сооружённой в 1648—1654 гг., он внесён в реестр памятных мест Ульяновской области.
- «Пушкинская Ель», примерный возраст 200 лет. (Посадил А. С. Пушкин в 1833 г.)

## Галерея

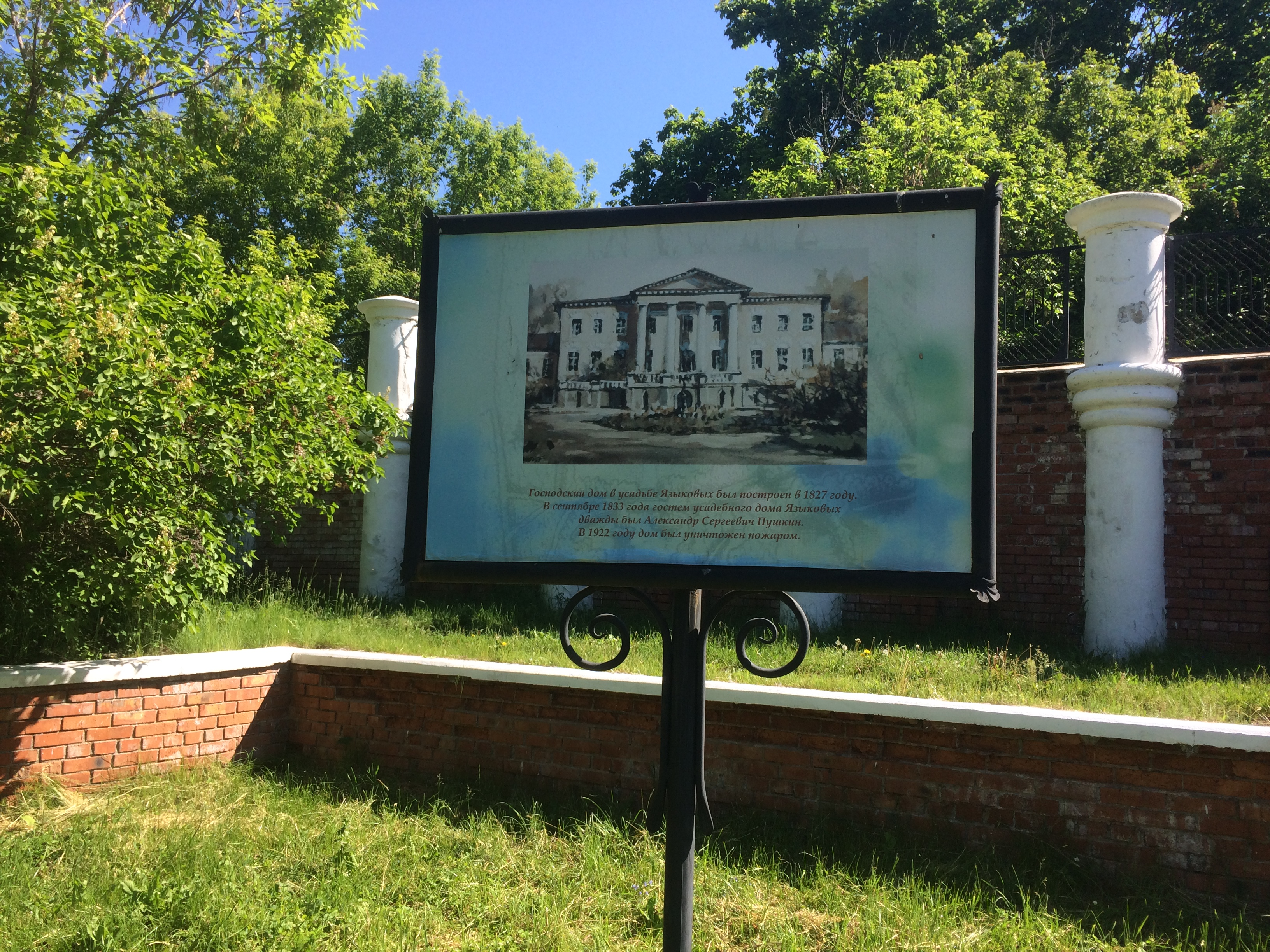
Усадьба Языковых.
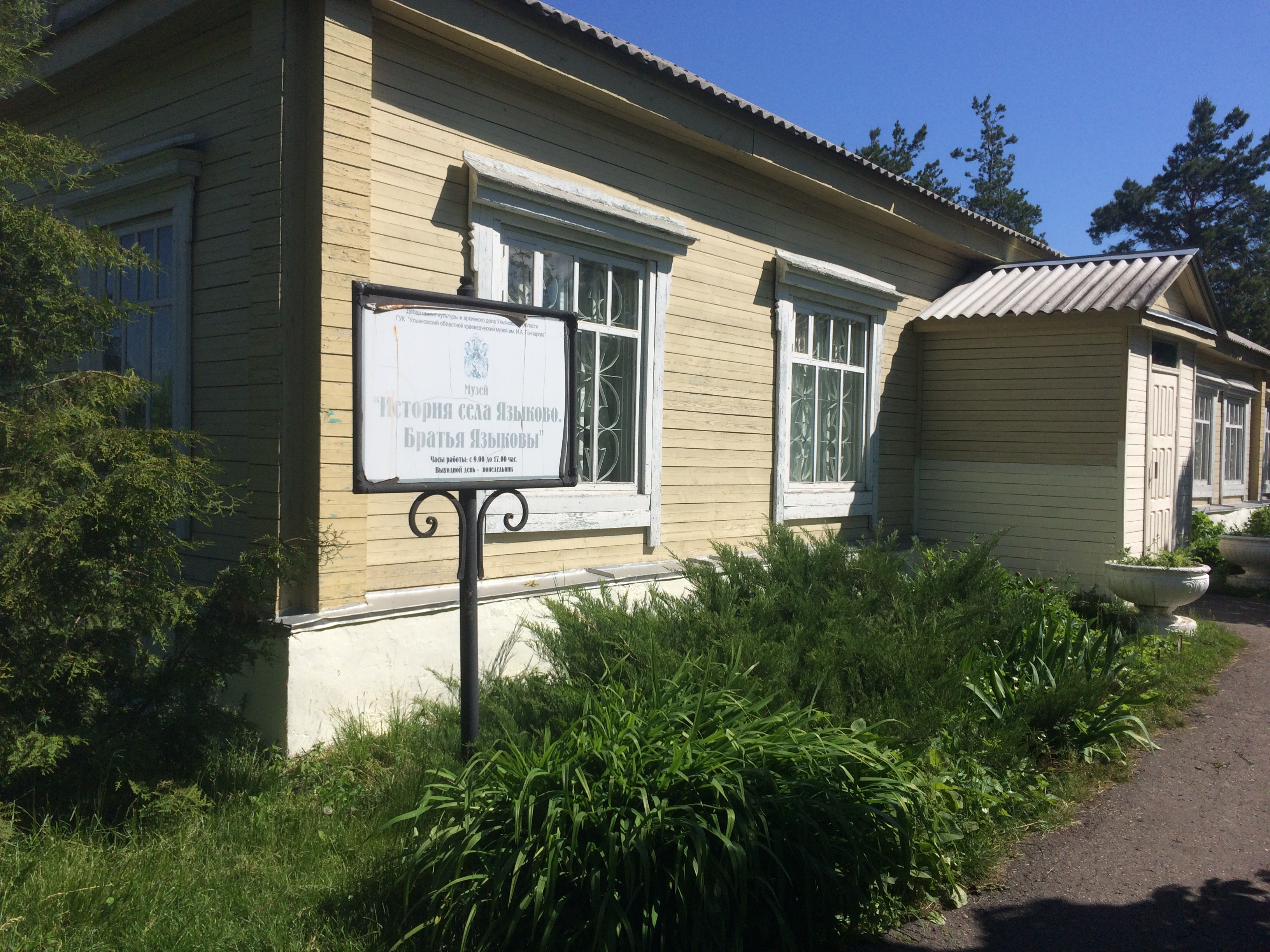
Музей Языковых.
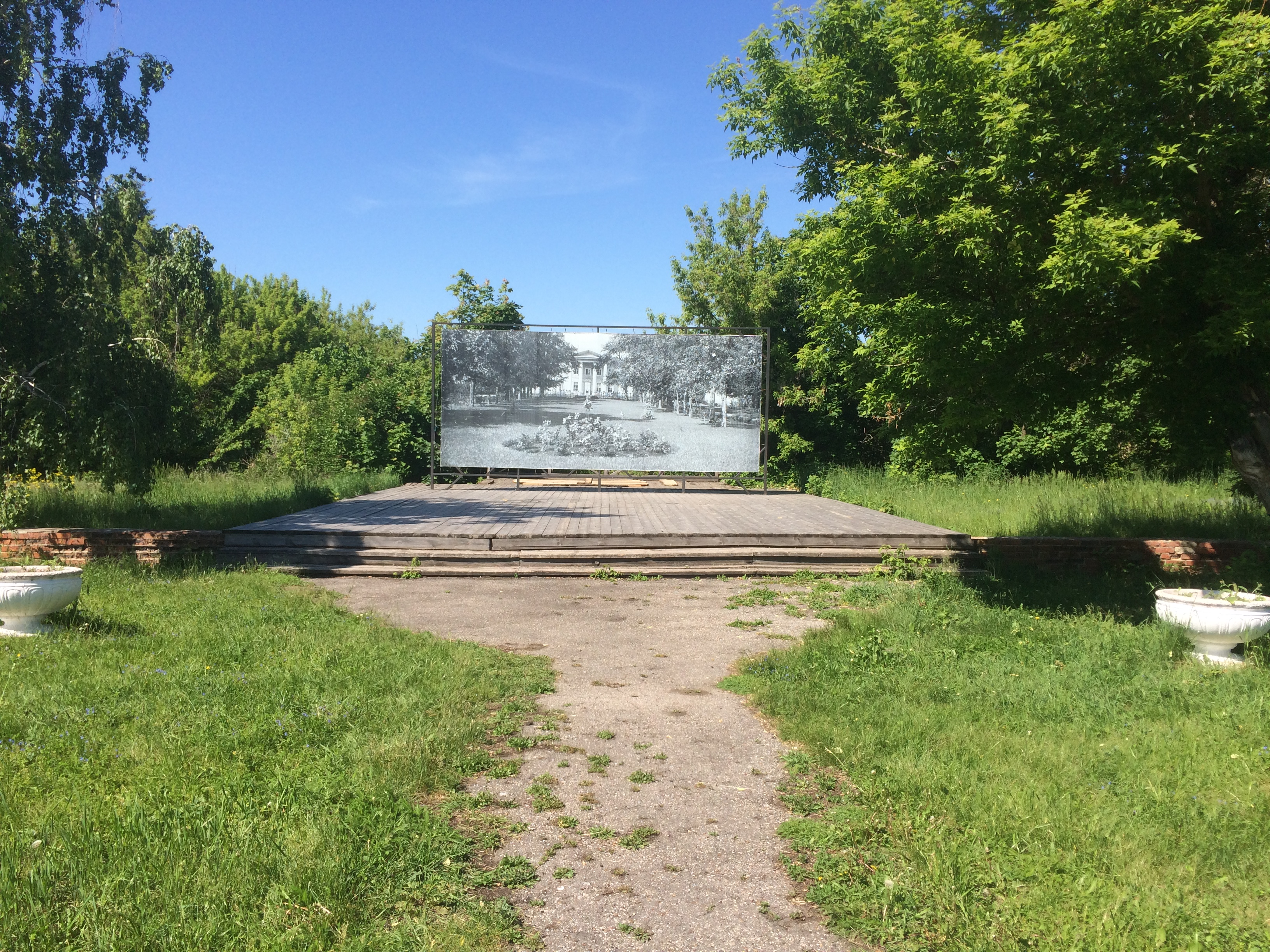
Парк усадьбы Языковых.
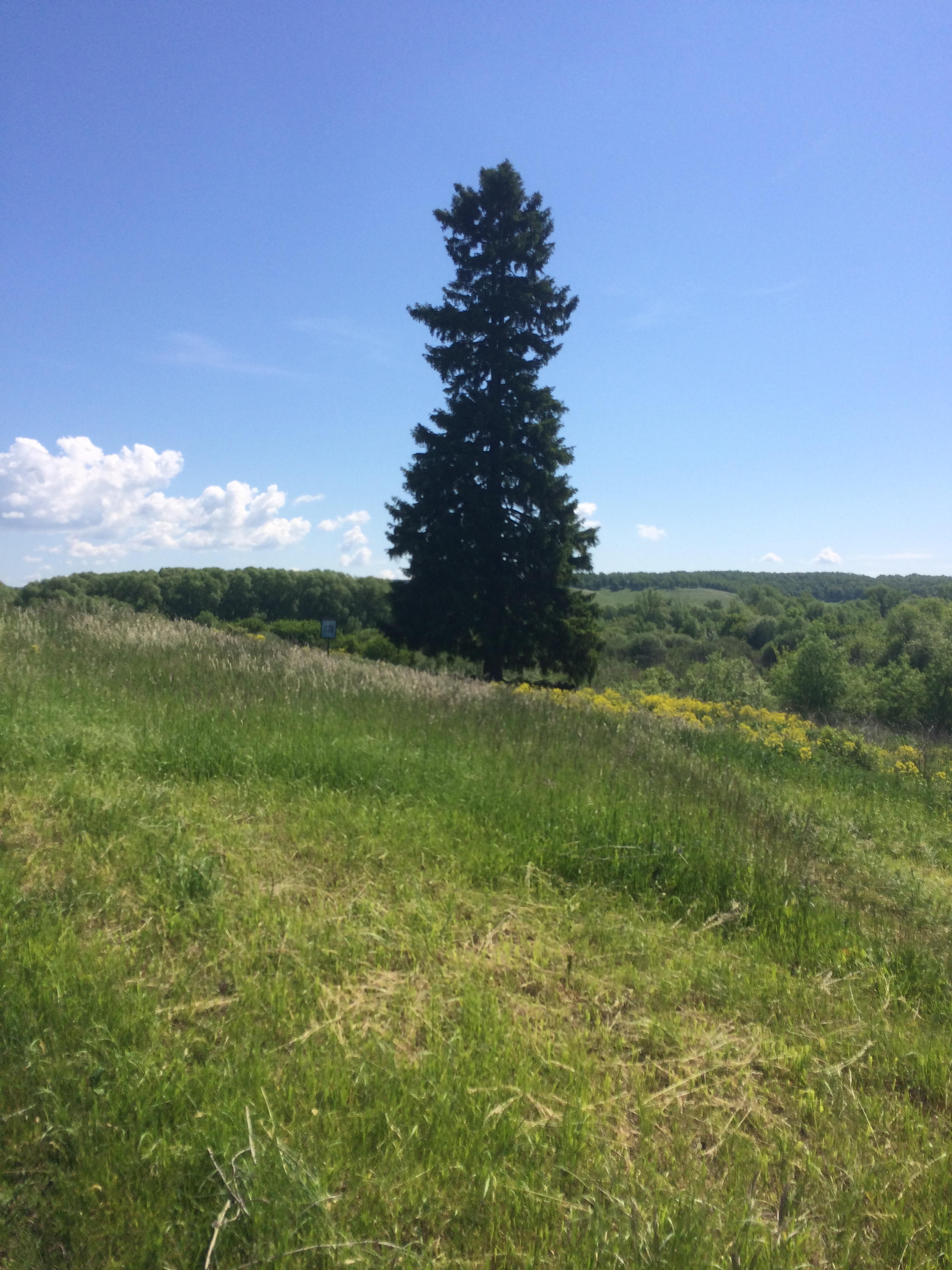
Пушкинская ель в Языково.
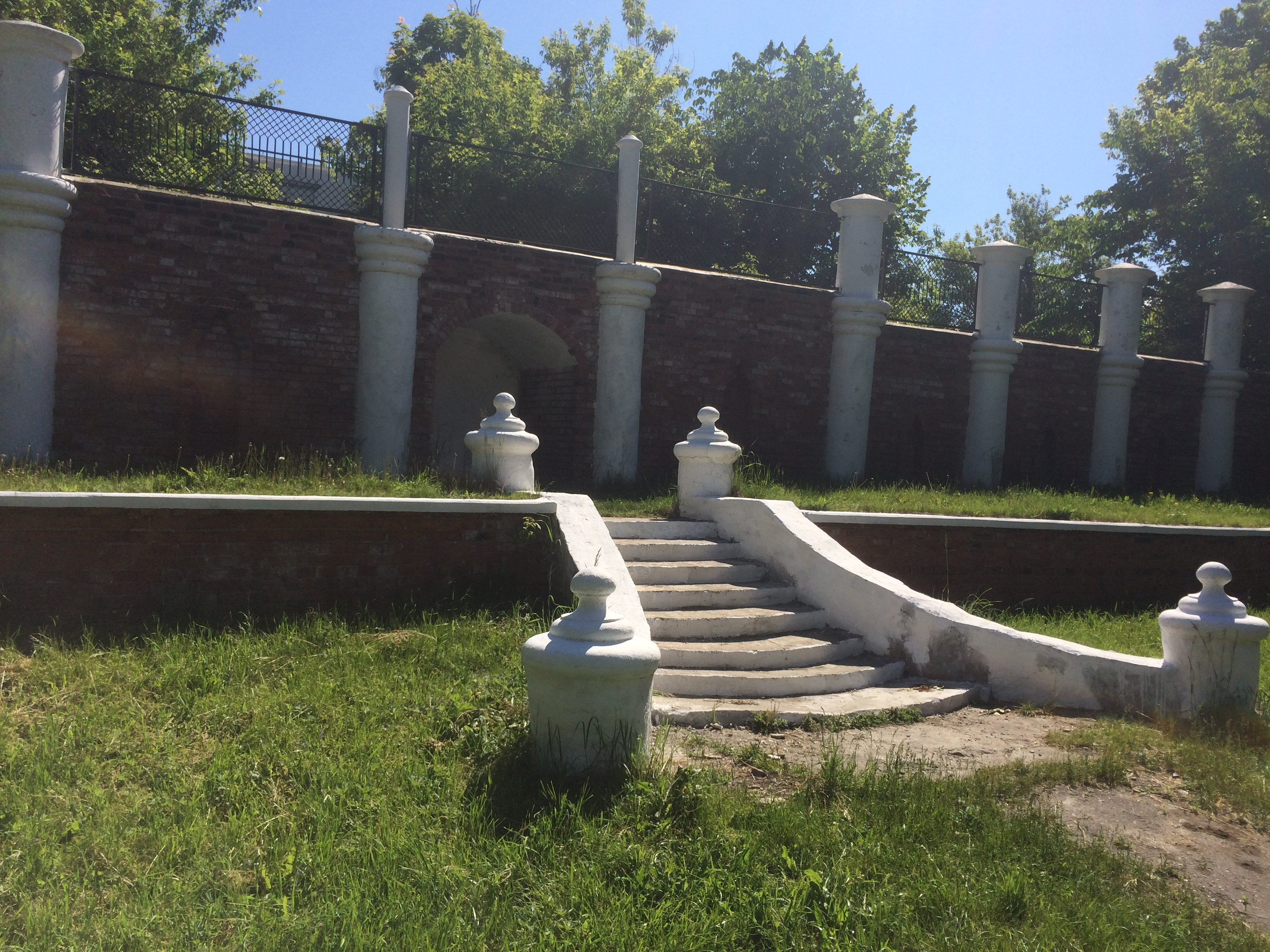
Остатки усадьбы Языковых.

## Экономика
- Текстильно-швейный комбинат ОАО «Текстильщик Поволжья»
- Свиноводческий совхоз

В настоящее время основные предприятия и учреждения посёлка: ООО «АММ Русь», ООО «Симбирск-Нива», ИП «Лошкарёв», Языковский  хлебозавод, больница, средняя образовательная школа, дом детского творчества, дом культуры, Языковская детская школа искусств имени Наталии Осиповны Степановой-Шевченко, клуб, три библиотеки, музейный комплекс «Усадьба Языковых», 2 аптеки, почтовое отделение связи.